# Robustagramma disjunctum
Robustagramma disjunctum är en tvåvingeart som beskrevs av Marshall och Xiaolong Cui 2005. Robustagramma disjunctum ingår i släktet Robustagramma och familjen hoppflugor.
Artens utbredningsområde är Costa Rica. Inga underarter finns listade i Catalogue of Life.